# Romščina
Rómščina (romsko rromani ćhib) je indoevropski jezik, ki ga govori okoli 4,8 milijonov ljudi, v romskih in sintskih skupnostih okoli po svetu, predvsem v Evropi.

## Besedišče

### Številke
| Jeziki Številke | Sanskrtsko | Hindijsko | Bengalsko | Romsko    | Domarsko | Lomavrensko | Grško   | Perzijsko | Singalsko        | Latinsko        |
| --------------- | ---------- | --------- | --------- | --------- | -------- | ----------- | ------- | --------- | ---------------- | --------------- |
| 1               | éka        | ek        | ek        | ekh, jekh | yika     | yak, yek    | éna     | yak, yek  | eka              | ūnus, ūna, ūnum |
| 2               | dvá        | do        | dui       | duj       | dī       | lui         | dýo     | du, do    | deka             | duo, duae, duo  |
| 3               | trí        | tīn       | tin       | trin      | tærən    | tərin       | tría    | se        | thuna/thri       | trēs, tria      |
| 4               | catvā́raḥ   | cār       | char      | štar      | štar     | išdör       | téssera | čahār     | hathara/sathara  | quattuor        |
| 5               | páñca      | pā̃c       | panch     | pandž     | pandž    | pendž       | pénte   | pandž     | paha             | quīnque         |
| 6               | ṣáṭ        | chah      | chhoy     | šov       | šaš      | šeš         | éxi     | šeš       | haya/saya        | sex             |
| 7               | saptá      | sāt       | sāt       | ifta      | xaut     | haft        | eptá    | haft      | hata/satha       | septem          |
| 8               | aṣṭá       | āṭh       | āṭh       | oxto      | xaišt    | hašt        | októ    | hašt      | ata              | octō            |
| 9               | náva       | nau       | noy       | inja      | na       | nu          | ennéa   | noh       | nawaya           | novem           |
| 10              | dáśa       | das       | dosh      | deš       | des      | las         | déka    | dah       | dahaya           | decem           |
| 20              | viṃśatí    | bīs       | bish      | biš       | wīs      | vist        | eíkosi  | bist      | wissa            | vīgintī         |
| 100             | śatá       | sau       | eksho     | šel       | saj      | saj         | ekató   | sad       | siiya/shathakaya | centum          |